# Museo de Arte de Filadelfia
El Museo de Arte de Filadelfia (en inglés, Philadelphia Museum of Art), ubicado al oeste del Benjamin Franklin Parkway en el Fairmount Park de Filadelfia, se creó en 1876 ligado a la Exposición del Centenario de ese mismo año y hoy en día se encuentra entre los más grandes e importantes museos de arte de los Estados Unidos. Originalmente se llamó Pennsylvania Museum and School of Industrial Art (Museo de Pensilvania y Escuela de Artes Industriales). Su fundación fue inspirada por el Museo de South Kensington (hoy el Museo Victoria y Alberto) en Londres, que nació de la Gran Exposición de 1851. Es conocido local y coloquialmente como el "Museo de Arte". El museo abrió sus puertas al público el 10 de mayo de 1877.
La construcción del edificio actual comenzó en 1919 y su primera fase finalizó en la primavera de 1928. El diseño casi neogriego era obra de Horace Trumbauer y la firma de Zantzinger, Borie y Medary.
Durante casi un siglo la familia McIlhenny tuvo una importante relación con el museo. Henry P. McIlhenny estuvo involucrado durante casi medio siglo, primero como encargado del museo desde 1939 hasta 1964, luego como presidente del consejo de administración en 1976 hasta su muerte en 1986, cuando dejó el grueso de su herencia al museo.
La institución se describe a sí misma como "uno de los más grandes museos de los Estados Unidos", y sus colecciones incluyen más de 225.000 objetos, aunque la institución no tiene galerías dedicadas al arte egipcio, griego o romano dado que las colecciones de estas áreas, así como la de arte precolombino, se exponen en préstamo en el Penn Museum de la Universidad de Pensilvania.

## Colección
El museo despliega en más de 200 salas un amplio compendio artístico que abarca dos milenios; no solo de la cultura occidental, sino también de Oriente Medio y Asia. En este último apartado sobresalen las alfombras persas y turcas, las cerámicas chinas, japonesas y coreanas (parte de ellas aportada en préstamo por el Penn Museum), y habitaciones completas de palacios y templos asiáticos como una casa de té.
La pintura europea de los viejos maestros cuenta con piezas como San Francisco recibiendo los estigmas de Jan van Eyck, el Díptico de la Crucifixión de Rogier van der Weyden, La adoración de los Reyes Magos de El Bosco, el Retrato de Ser Piero Lorenzi de Sandro Botticelli, una Piedad de la etapa italiana de El Greco y el icónico Prometeo encadenado pintado a dúo por Rubens y Frans Snyders (quien pintó el águila). La colección del impresionismo y fin de siglo francés incluye obras icónicas como Las grandes bañistas de Renoir, una de las versiones de Los girasoles de Van Gogh y múltiples ejemplos de Manet, Monet, Cézanne, Toulouse-Lautrec... El arte del siglo XX y actual cuenta igualmente con obras maestras de referencia, como Desnudo bajando por una escalera nº 2 y Gran vidrio de Marcel Duchamp (la mejor colección mundial de Duchamp posiblemente se halla aquí), una de las dos versiones de Los tres músicos de Pablo Picasso de 1921 (la otra está en el MoMA de Nueva York), Construcción blanda con judías hervidas de Salvador Dalí y ejemplos de Juan Gris, Joan Miró, Brancusi, Jean Metzinger, Albert Gleizes, Gino Severini, Francis Picabia, Marc Chagall...hasta Jasper Johns y Cy Twombly.
Ampliamente considerado como una institución artística de calidad mundial, el Museo de Arte de Filadelfia incluye no solo su icónico edificio principal, sino también el Museo Rodin (también en el Benjamin Franklin Parkway) y otros lugares históricos. Recientemente se ha adquirido el Edificio Perelman (al otro lado de la calle a partir del Edificio Principal) y está previsto que abra en 2007, mostrando en exposición pública algunas de las colecciones más populares del museo.
En el siglo XVIII, Filadelfia era una de las ciudades más importantes tanto antes como después de la Revolución Americana y era un centro de estilo y cultura. El museo es conocido en particular por sus importantes colecciones de arte Alemán de Pensilvania, mobiliario de los siglos XVIII y XIX y plata realizados por artesanos antiguos de Filadelfia y Pensilvania, y obras del prominente artista de Filadelfia Thomas Eakins. El museo alberga la más importante colección del mundo en obras de Eakins.
Cada año el museo realiza de 15 a 21 exposiciones especiales y lo visitan 800.000 personas. Algunas de las exposiciones más famosas, que han atraído a cientos de miles de personas de todos los estados y de otros lugares del mundo, fueron las de Paul Cézanne (en 1996, 548.000 visitantes) y Salvador Dalí (en 2005, 370.000 visitantes).

### La Colección Carl Otto Kretzschmar von Kienbusch
En este museo se guarda la colección de armaduras de Carl Otto Kretzschmar von Kienbusch. La colección Von Kienbusch fue legada por el celebrado coleccionista al Museo de Arte de Filadelfia en 1976, el Bicentenario de la Revolución Americana. Esta amplia colección incluye armas europeas y armaduras de varios siglos. 
Hace unos años, el Museo de Arte de Filadelfia alcanzó un acuerdo con las autoridades alemanas para devolver cinco piezas de armadura robadas de Dresde durante la Segunda Guerra Mundial. En 1953, el coleccionista von Kienbusch compró la armadura sin sospechas. Fue donada al Museo de Arte en 1976. Kienbusch publicó catálogos de sus colecciones, lo que con el tiempo llevó a las autoridades de Dresde a plantear la cuestión al Museo de Arte.

## Relación con Filadelfia
Junto a su arquitectura y colecciones, este museo es muy conocido por el papel que tuvo en una famosa escena de la película Rocky, y en cuatro de sus secuelas, II, III, V y Rocky Balboa. Los visitantes del museo suelen imitar la famosa carrera de Rocky por las escaleras de la fachada, hoy conocidas localmente como "Rocky Steps" (los escalones de Rocky).
Una estatua de bronce de Rocky fue ubicada brevemente en lo alto de la escalera para el rodaje de Rocky III. La estatua se trasladó después al Wachovia Spectrum debido a un furioso debate sobre el significado de "arte". La estatua volvió allí para filmar Rocky V, y aparece igualmente en lo alto de las escaleras en las películas Philadelphia y Mannequin, pero ha vuelto a trasladarse. La estatua fue reemplazada con un simple conjunto de huellas en las que se lee "Rocky." La estatua volvió al pie de las escaleras el 8 de septiembre de 2006.
Debido a su ubicación al final del Ben Franklin Parkway, el museo es el telón de fondo de muchos conciertos y desfiles. El 2 de julio de 2005, las escaleras del museo sirvieron como local en Filadelfia del Live 8, donde intervinieron artistas como Dave Matthews Band, Linkin Park y Maroon 5. El museo se cerró para el Live 8, pero se reabrió con horario normal al día siguiente.

## Expansión de la galería
Debido a su aplastante popularidad y desbordantes colecciones, anunció en octubre de 2006 que Frank Gehry diseñaría una expansión al museo. La galería de 80.000 pies cuadrados será construida enteramente bajo el suelo, por debajo de los "Rocky Steps" y no alterará nada de la actual fachada de reminiscencias griegas. Aunque no se ha anunciado la fecha en que se iniciará la construcción, se cree que tardará una década y costará 500 millones de dólares. Incrementará el espacio de exposición del museo en un 60% y albergará mayormente escultura contemporánea, arte asiático y exposiciones especiales.

## Galería de obras

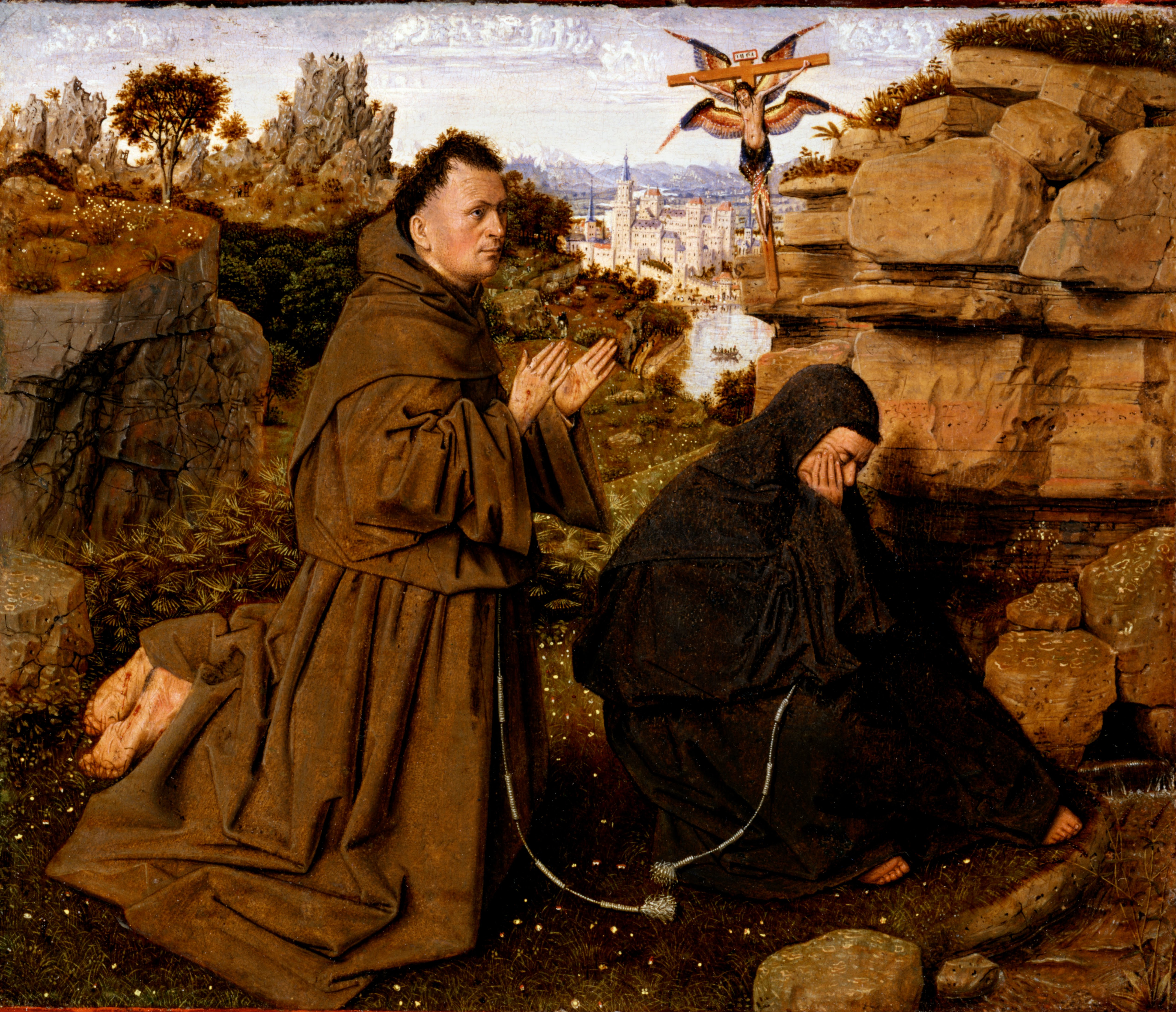
San Francisco recibe los estigmas, h. 1428-1429, Jan van Eyck
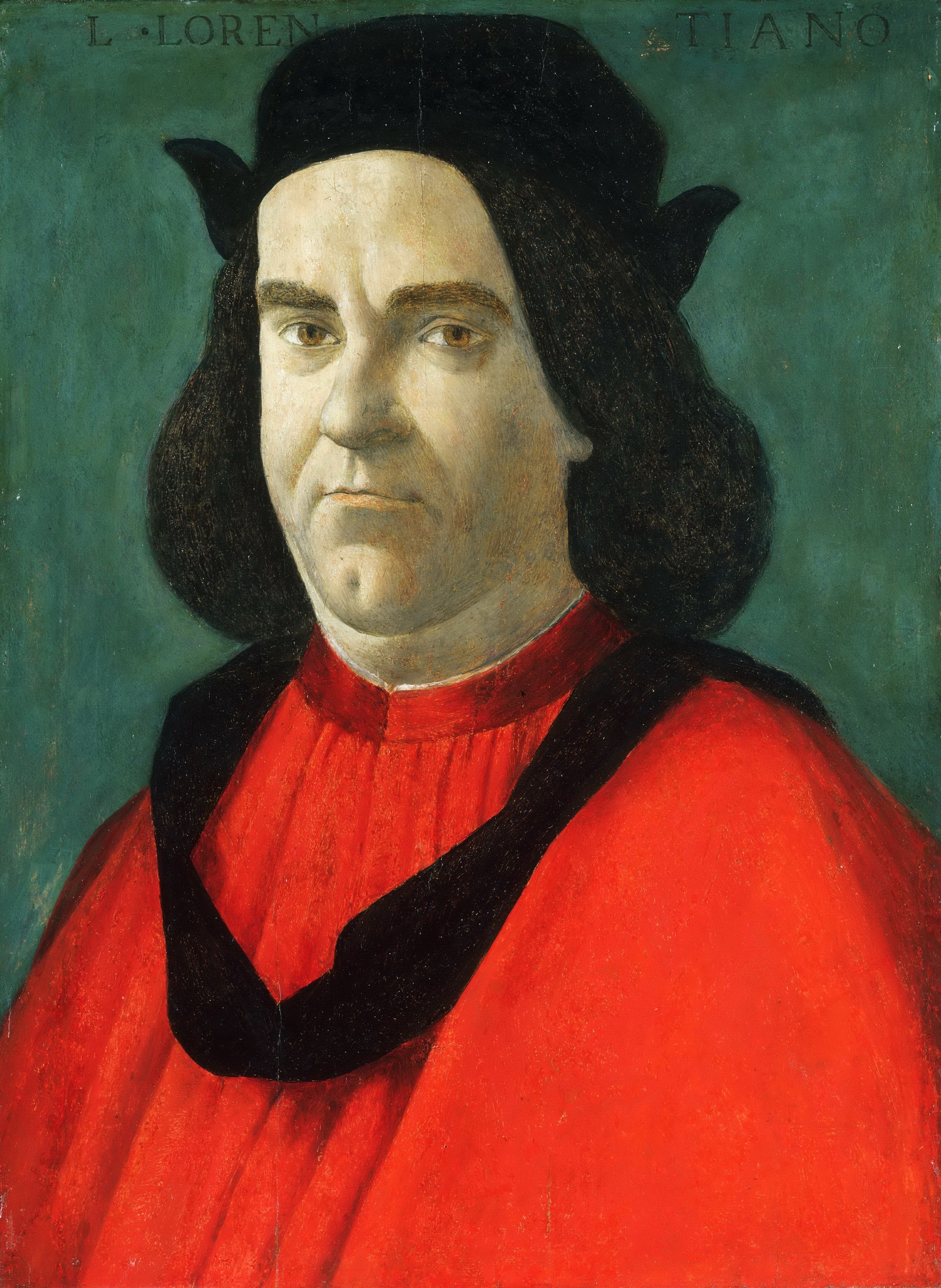
Retrato de Ser Piero Lorenzi, 1490-1495, Botticelli
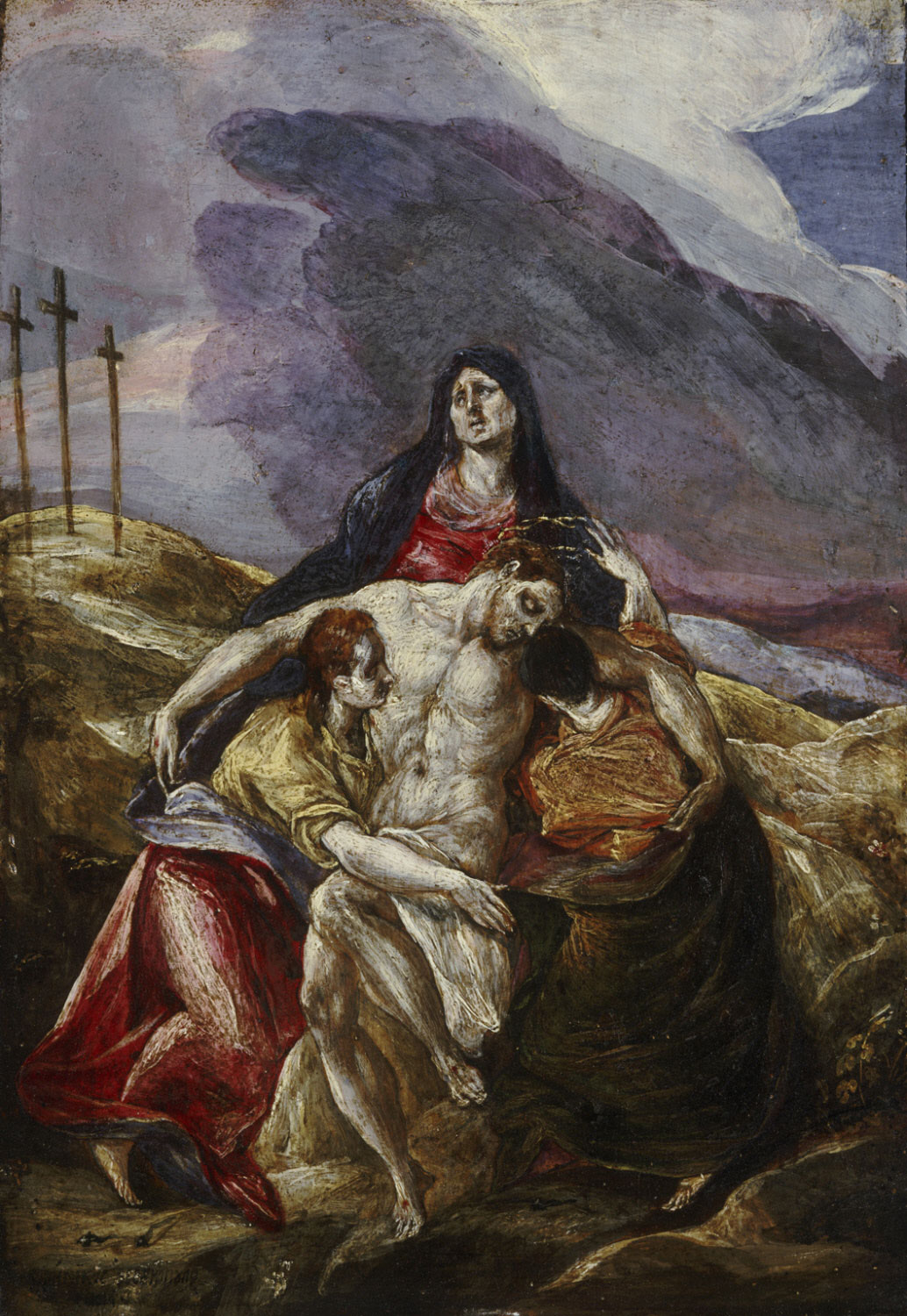
Piedad, El Greco
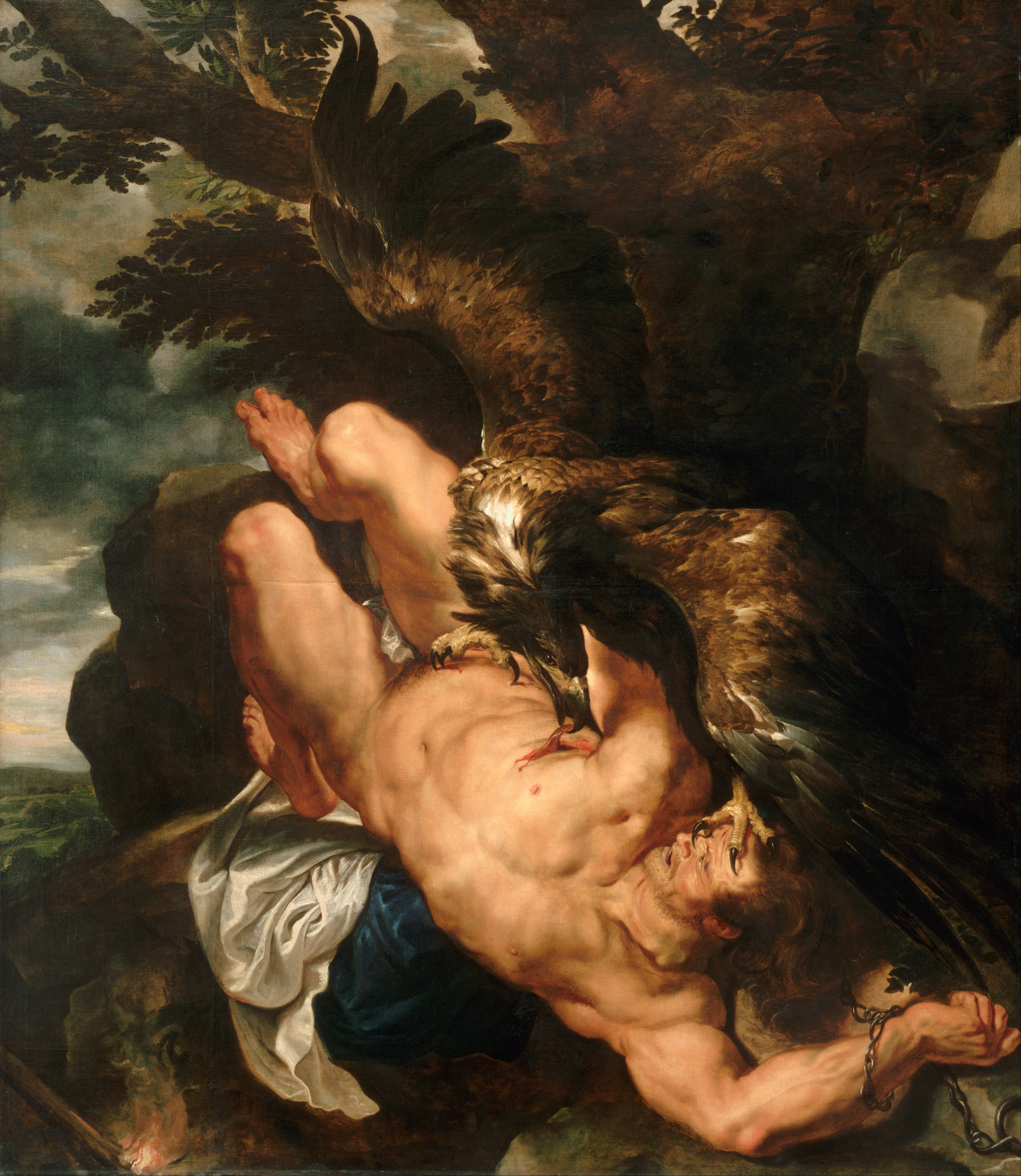
Prometeo, Peter Paul Rubens
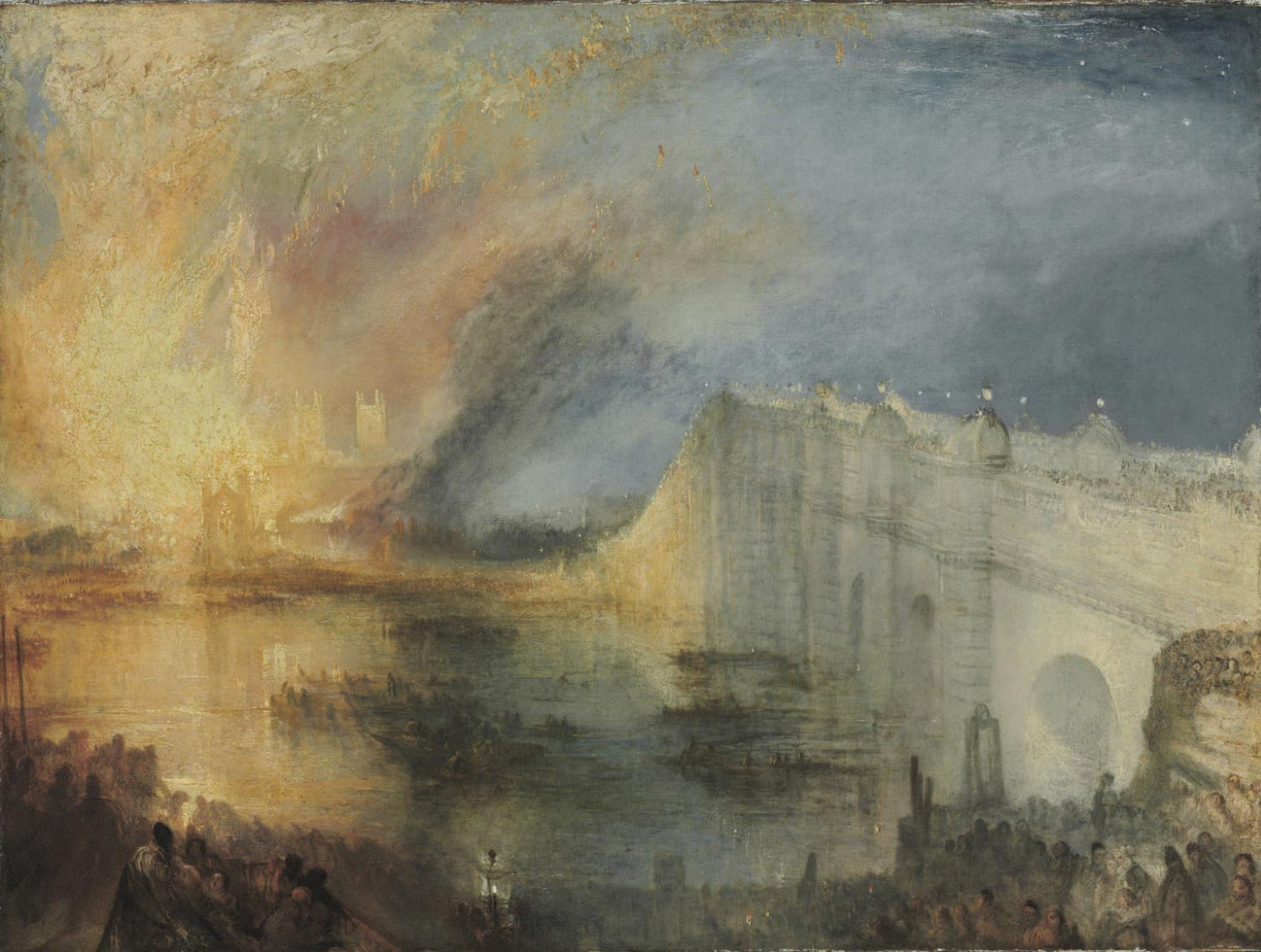
El incendio de las Casas de los Lores y de los Comunes, J. M. W. Turner
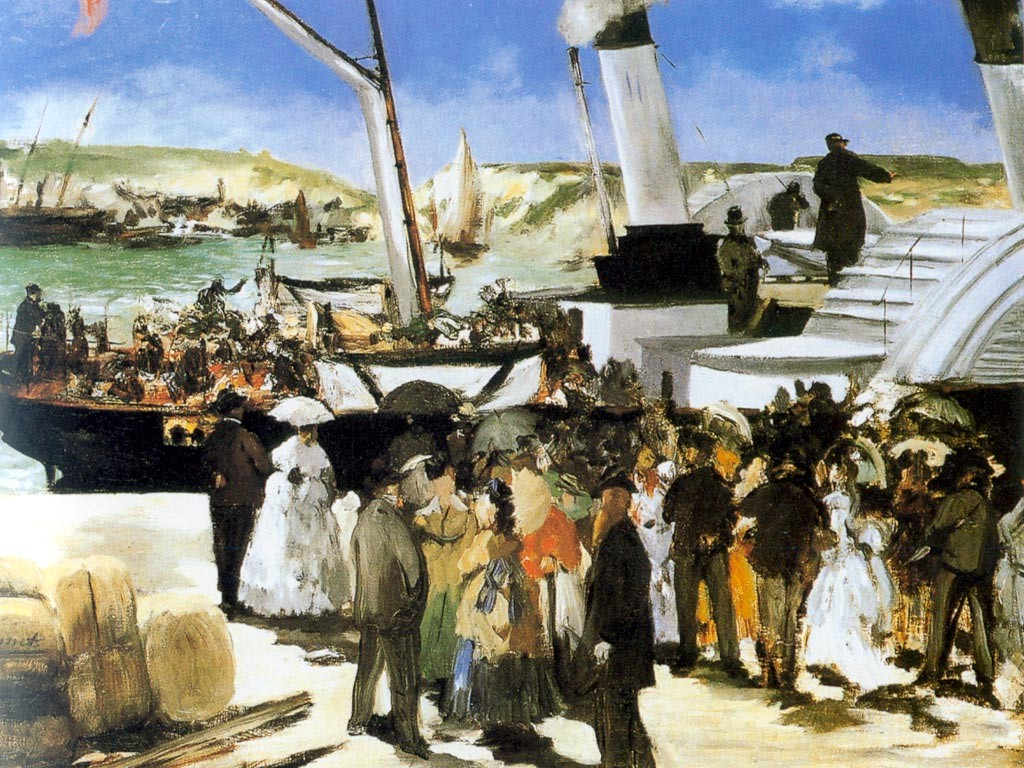
Salida del vapor de Folkestone, Édouard Manet
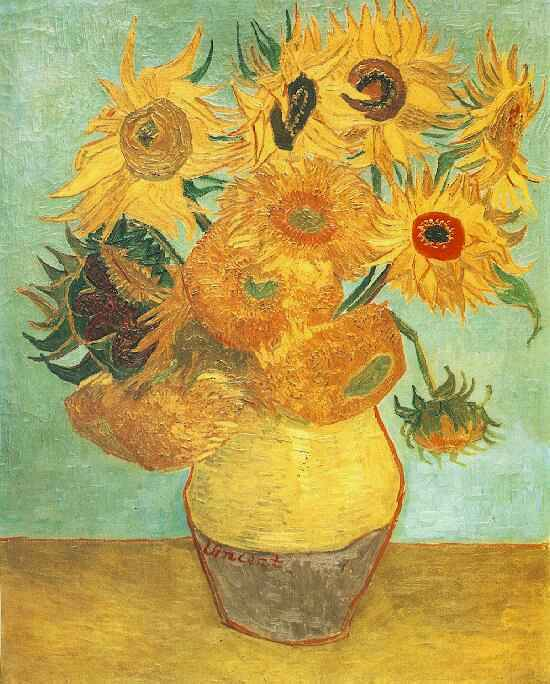
Doce girasoles, Vincent van Gogh
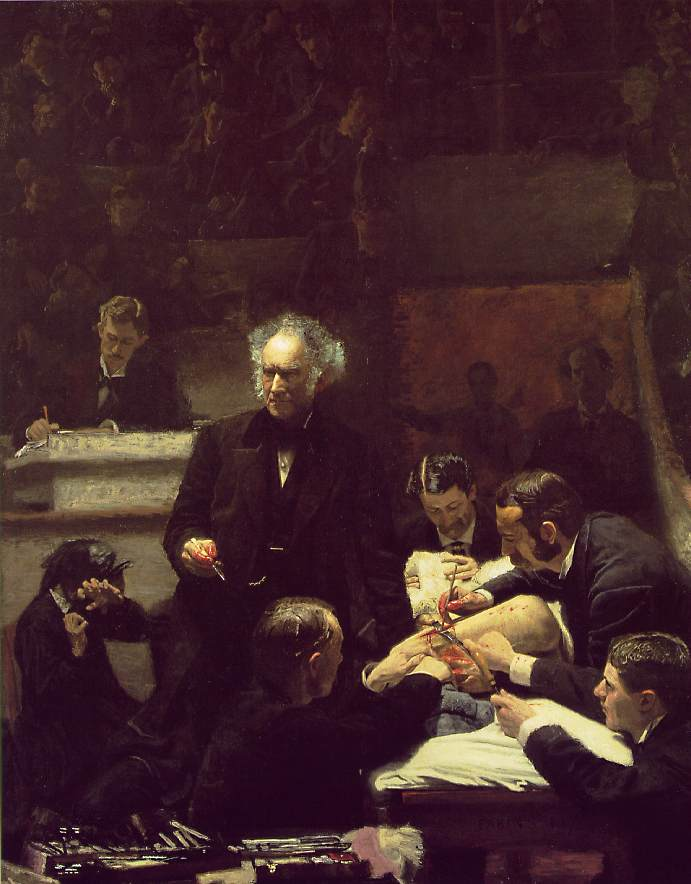
Lección de anatomía, Thomas Eakins